# Фридель, Брэд
Брэ́дли Го́вард Фри́дель (англ. Bradley Howard Friedel; род. 18 мая 1971, Лейквуд, Огайо) — американский футболист, выступавший на позиции вратаря. С 1992 по 2005 год выступал за национальную сборную США, представлял свою страну на трёх чемпионатах мира, всего в составе сборной провёл 82 матча. Член Национального зала славы футбола США (включён в 2018 году).

## Клубная карьера

### Ранняя карьера
В юности Брэд Фридель занимался баскетболом, футболом и теннисом. Несмотря на то, что он показывал хорошие результаты во всех трёх видах спорта, он решил сконцентрироваться на футболе. Изначально Фридель хотел стать нападающим, но через некоторое время изменил своё решение. В начале 90-х годов Фридель мог присоединиться к английскому «Ноттингем Форест», однако у него возникли трудности с оформлением необходимых документов для получения разрешения на работу, и Брэд не смог перебраться в Англию. В 1994 году Фридель временно прекратил поиски клуба в связи с тем, что сборная США готовилась к чемпионату мира 1994 года, на который Фридель поехал в качестве второго вратаря команды. После завершения чемпионата мира английский «Ньюкасл Юнайтед» был готов приобрести Фриделя, однако британские власти вновь отказались оформлять необходимые документы. После этого Фридель решил присоединиться к датскому «Брондбю».
За «Брондбю» Фридель выступал несколько месяцев, сначала он был вторым вратарём, но после того, как первый вратарь команды Могенс Крог заявил, что хочет покинуть клуб, Фридель стал первым вратарём клуба. В 1995 году Фридель вернулся в США, чтобы возобновить тренировки с национальной сборной. Вскоре Фридель предпринял третью попытку попасть в английский клуб, на этот раз в «Сандерленд», но и эта попытка не увенчалась успехом. Почти сразу после этого Брэд был куплен у американской федерации футбола турецким клубом «Галатасарай». Сумма трансфера составила 1,1 млн долларов США. Отыграв за стамбульский клуб один полный сезон, Фридель перешёл в американский «Коламбус Крю». В 1996 году Фридель был вторым вратарём команды, но к сезону 1997 стал «первым номером». В 1997 году американский голкипер был включён в символическую сборную сезона и был объявлен лучшим вратарём MLS.

### «Ливерпуль»
23 декабря 1997 года после завершения сезона Брэд перешёл в английский «Ливерпуль», сумма трансфера составила 1,7 млн $. Американец дебютировал в матче против «Астон Виллы». За три года он вышел на поле всего 30 раз, дважды выступив в Кубке УЕФА.

### «Блэкберн Роверс»
28 февраля 2000 года после истечения контракта с «Ливерпулем» Фридель присоединился к «Блэкберн Роверс» в качестве свободного агента. Практически сразу он попал в основной состав, демонстрируя прекрасную игру и неплохие организаторские способности. Возвращение клуба в Премьер-лигу в 2001 году было в немалой степени заслугой Фриделя.

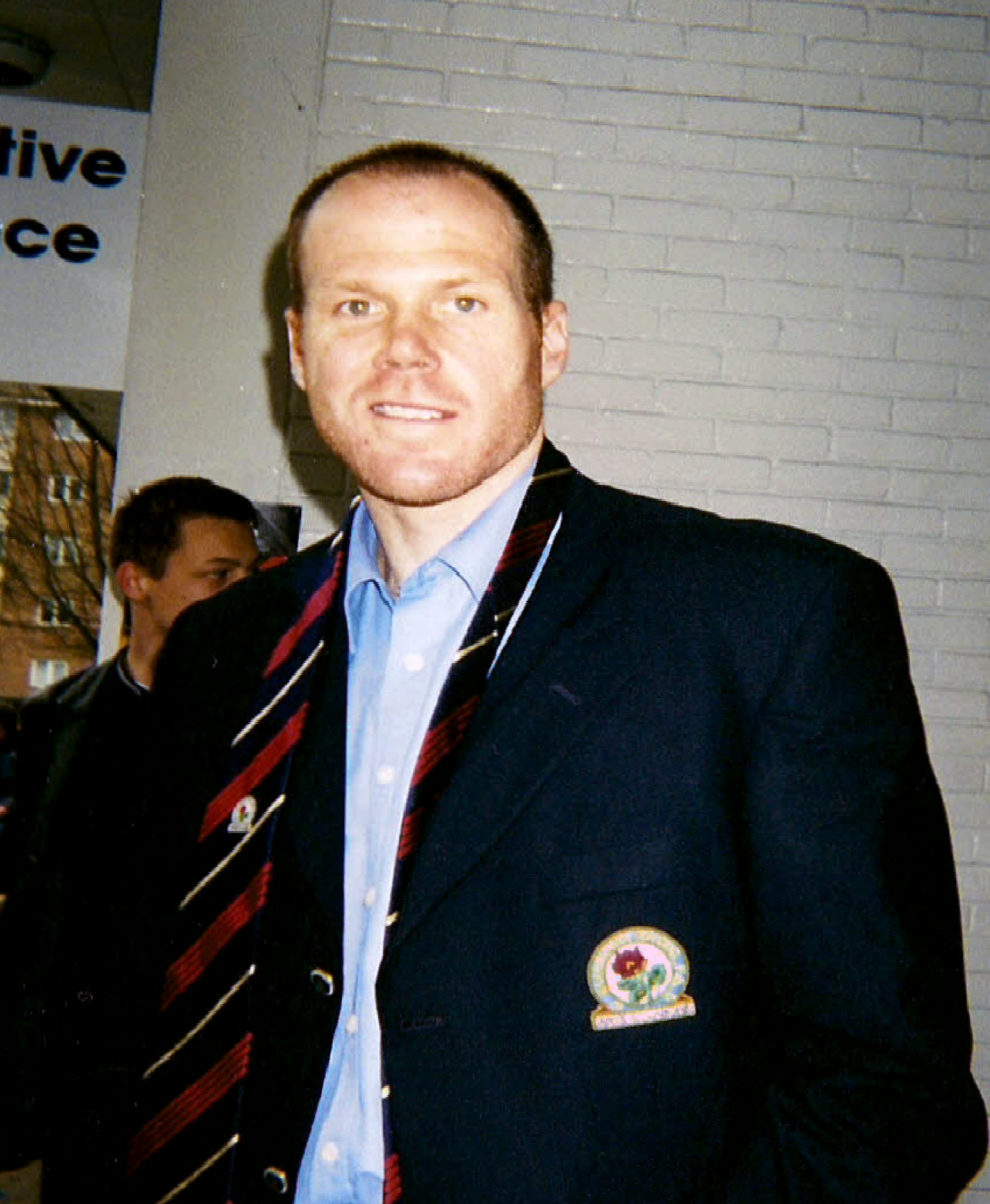
Брэд Фридель в составе «Блэкберн Роверс» 7 апреля 2001 года.

В 2002 году в финальном матче Кубка лиги против «Тоттенхэм Хотспур» Фридель признан лучшим игроком матча, так как он несколько раз спас свою команду в практически безнадёжных ситуациях. Этот сезон также запомнился болельщикам «Блэкберна» благодаря выездным победам над лондонскими клубами — «Арсеналом» и «Фулхэмом». В этих матчах Фридель также продемонстрировал хорошую игру, сделав несколько сейвов и отразив пенальти.
В сезоне 2002/03 Фридель в 15 матчах не пропустил ни одного мяча, за этот результат Брэд был включён в символическую сборную года. По итогам сезона его признали лучшим игроком «Блэкберна».
21 февраля 2004 года Фридель забил гол в ворота «Чарльтон Атлетик». 9 сентября 2006 года в матче против «Шеффилд Юнайтед» Фридель отразил два пенальти, за что был признан лучшим игроком матча. За время, проведённое в «Блэкберне», Фридель не играл только в пяти матчах, и то потому, что в это время он готовился к чемпионату мира 2002 года вместе со сборной США.
Брэд дважды продлевал контракт с клубом: в 2006 и 2008 году. Он заявил, что решение далось ему легко — ни в одной другой команде Фридель не добивался таких впечатляющих результатов.

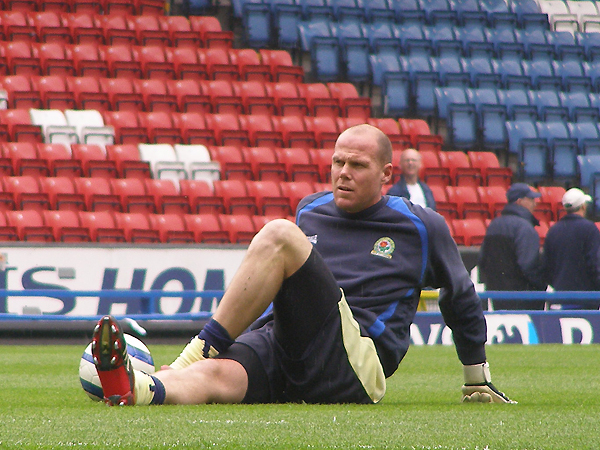
В 2007 году

### «Астон Вилла»
18 июля 2008 года английские клубы «Астон Вилла» и «Манчестер Сити» выразили желание приобрести американского вратаря, руководство «Блэкберна» достигло соглашения с «Астон Виллой» — перед началом сезона 2008/09 Фридель перешёл в бирмингемский клуб, сумма трансфера составит около 2 млн $.
26 июля 2008 года Фридель подписал трёхлетний контракт c «Астон Виллой». Дебют Фриделя в «Астон Вилле» состоялся в матче Кубка Интертото против датского «Оденсе», в котором Брэд вышел на замену. Полноценный дебют Брэда состоялся 17 августа 2008 года в матче чемпионата Англии 2008/09 против «Манчестер Сити», в котором его клуб победил со счётом 4:2.

### «Тоттенхэм Хотспур»
3 июня 2011 года Фридель на правах свободного агента перебрался в «Тоттенхэм Хотспур», согласовав с лондонским клубом двухлетний контракт.
22 августа 2011 Брэд дебютировал в составе «Тоттенхэма». 21 апреля 2012 Фридель вышел на поле в стартовом составе на матч АПЛ 300-й раз подряд. Когда же тренер стал искать 40-летнему голкиперу замену и «Тоттенхэм» купил Уго Льориса (основной вратарь сборной Франции), Фридель сумел выдержать конкуренцию и остался «номером 1» в команде. А 26 декабря 2012 Брэд продлил контракт с клубом до 2014 года.
9 июня 2014 года 43-летний Фридель подписал новый однолетний контракт с «Тоттенхэмом», а также был назначен послом лондонского клуба. Признанием заслуг Брэда перед «Тоттенхэмом» послужил не только новый контракт сроком на один год, но и утверждение американца в качестве посла клуба.
В обязанности Фриделя будет входить взаимодействие с представителями болельщиков «шпор» в США, а также работа по увеличению популярности клуба с «Уайт Харт Лэйн» во всей Северной Америке.

### Завершение карьеры
14 мая 2015 года Фридель объявил о завершении профессиональной карьеры по окончании сезона 2014/15. С 2011 года Фридель числился в «Тоттенхэме», где удерживал пост первого номера даже после прихода Уго Льориса. Затем Брэд всё-таки оказался на скамейке запасных, появляясь на поле исключительно в кубковых турнирах.
«Я планировал играть до тех пор, пока позволяет здоровье и пока я хочу это делать. Люди думают, что можно просто появляться на тренировках и получать зарплату, но это не так. Я достиг того момента, когда готов уйти».
«Я невероятно горжусь тем, чего достиг в своей карьере. Когда я начал своё путешествие, не думал, что оно продлится столь долго. Скоро мне исполнится 44 года, так что, полагаю, это подходящее время объявить о своём уходе. 
Должен сказать, что я буду скучать по ежедневному взаимодействию с игроками и клубным персоналом. «Тоттенхэм» — великолепный клуб, и я был рад быть его частью на протяжении четырёх лет».

## Карьера в сборной
Брэд Фридель находится на четвёртом месте по количеству матчей за сборную США среди голкиперов. Он дебютировал в 1992 году, в матче против сборной Канады, не пропустив ни одного мяча. Он выступал на Олимпийских играх 1992 года. В 1994 году Брэд Фридель принял участие на чемпионате мира в качестве второго вратаря, первым был Тони Меола. В 1998 году Фридель сыграл в матче против сборной Югославии, США проиграли со счётом 0:1. В 2002 году Брэд поехал на чемпионат мира в качестве первого вратаря, сборная США дошла до четвертьфинала чемпионата, в котором проиграла Германии со счётом 0:1. Во время финальной стадии чемпионата мира 2002 Фридель отразил два пенальти, за это фанаты прозвали его «The Human Wall» («Человек-Стена»). В 2005 году Брэд Фридель официально объявил о завершении международной карьеры.

## Тренерская карьера
После завершения игровой карьеры Брэд Фридель стал послом «Тоттенхэма» в США и начал ассистировать главному тренеру сборной США — Юргену Клинсману.

#### Сборная США (до 19)
В январе 2016 года возглавил юношескую сборную США до 19 лет.

#### «Нью-Инглэнд Революшн»
9 ноября 2017 года Фридель был назначен на должность главного тренера клуба MLS «Нью-Инглэнд Революшн». В сезоне 2018 он не смог вывести клуб в плей-офф. 9 мая 2019 года Фридель был уволен после двух разгромных поражений подряд — от «Чикаго Файр» 0:5 и от «Филадельфии Юнион» 1:6. В сезоне 2019 «Нью-Инглэнд Революшн» под его руководством набрал в 12 матчах восемь очков (два выигрыша и две ничьи), пропустив 30 голов, и осел на последнем месте в Восточной конференции.

## Достижения

### Клубные
- Обладатель Кубка лиги: 2002

### Национальные
- Бронзовый призёр Кубка конфедераций: 1999

### Личные
- Херманн Трофи: 1992
- Вратарь года в MLS: 1997
- Футболист года в США: 2002
- Игрок месяца MLS (2): сентябрь 1996, август 1997
- Лучший игрок сезона «Блэкберн Роверс»: 2002/03
- Команда года по версии ПФА: 2002/03
- Приз Алана Хардекера: 2002